# میسی ویلیامز
مارگارت کانستنس «میسی» ویلیامز (انگلیسی: Margaret Constance "Maisie" Williams؛ زاده ۱۵ آوریل ۱۹۹۷) هنرپیشه اهل انگلیس است. ویلیامز بیشتر برای بازی در نقش آریا استارک در مجموعه تلویزیونی خیال‌پردازی حماسی بازی تاج‌وتخت، از شبکه اچ‌بی‌او، شناخته شده است. او برای بازی در این نقش نامزد و برنده چندین جایزه شد. از دیگر آثار وی می‌توان به سقوط کردن ، سپس تو آمدی و فیلم جهش‌یافته‌های جدید اشاره کرد. وی همچین مالک و بنیانگذار سایت daisie نیز هست.

## زندگی شخصی
ویلیامز در بریستول، انگلستان زاده شد. او کوچک‌ترین فرزند خانواده است و دو برادر به نام‌های جیمز و تد و یک خواهر به اسم بث دارد. او در کلاتون، سامرست بزرگ شد.

## حرفه
از سال ۲۰۱۱، ویلیامز نقش آریا استارک، دختر ند استارک یکی از هفت خانوادهٔ اصلی را در مجموعه تلویزیونی بازی تاج‌وتخت ایفا کرده است. آریا اولین نقش حرفه‌ای او است. او به خاطر این نقش مورد تحسین منتقدان قرار گرفته است و بعد از آن در فیلم های دیگر ایفای نقش کرد. 

## فیلم‌شناسی
| نام فیلم                 | سال  | نقش                  |
| ------------------------ | ---- | -------------------- |
| فروشنده بلیط المپیک      | ۲۰۱۲ | اسکرگلی سو           |
| گلد                      | ۲۰۱۴ | اَبی                  |
| سقوط کردن                | ۲۰۱۵ | لیدیا لمانت          |
| کتاب عشق                 | ۲۰۱۶ | میلی                 |
| شیطان در اعماق دریای آبی | ۲۰۱۶ | میلی                 |
| آی‌بوی                    | ۲۰۱۷ | لوسی واکر            |
| مری شلی                  | ۲۰۱۷ | ایزابل باکستر        |
| انسان‌های نخستین          | ۲۰۱۸ | صداپیشه گونا         |
| تو آمدی                  | ۲۰۱۹ | اسکای                |
| جهش‌یافته‌های جدید         | ۲۰۲۰ | رِین سینکلر / ولفزبین |
| صاحبان                   | ۲۰۲۰ | مری جین وورل         |